# Кравинский, Константин Евгеньевич
Константин Евгеньевич Кравинский (6 июля 1961, Москва — 1 августа 2004, там же) — российский актёр театра и кино, радиоведущий.

## Биография
Родился 6 июля 1961 года в Москве, в семье актёров Антонины Дмитриевой и Евгения Кравинского.
Как рассказывал сам Константин, родился он в тот самый час, когда по Всесоюзному радио шёл спектакль с участием Николая Литвинова. Эта радиопередача и «определила судьбу мальчугана». Театр и радио стали делом его жизни.
Костя плохо учился в школе и примерным поведением не отличался, в результате чего после восьмого класса из общеобразовательной школы он был исключён. Аттестат зрелости получил в школе рабочей молодёжи. Мальчик из актёрской семьи, который провёл детство за кулисами театров и на съёмочных площадках, не мог представить для себя иного жизненного пути, кроме как на театральной сцене: Константин поступил в Щукинское театральное училище, на знаменитый курс профессора А. Г. Бурова, выпуск 1984 года. На курсе преподавало множество  мастеров сцены и режиссёров. Один из самых модных в то время студенческих спектаклей поставил Александр Кайдановский. Однокурсниками Константина были: Сергей Жигунов, Ирина Шмелёва, Анна Лухина, Елена Казаринова, Василий Фунтиков, Лика Нифонтова.
Антонина Дмитриева, мама Константина, проработала много лет со знаменитым режиссёром Анатолием Эфросом, его фамилия всегда звучала в доме, и Константин пришёл к мастеру в Театр на Малой Бронной, служил в котором с 1984 по 1999 годы. Играл много и увлечённо, преимущественно в комедийных ролях. Ввёлся на роль Яичницы в легендарную эфросовскую «Женитьбу» вместо Леонида Броневого. Но самой популярной работой Кравинского стала роль Диктора в фарсе «Моё заглядение»: актёр находился в телевизоре почти весь спектакль и даже в антракте. Беспрерывно читая нелепые тексты, он показывал виртуозное владение мимикой, отображая с её помощью реакции своего персонажа на  происходящее вокруг.
В кинематографе значительных работ не было. Но голос Константина Кравинского вписался в летопись российского радиовещания, он стал «звездой» эфира радиостанции «Эхо Москвы» (работал там с 1993 по 2004 год), которая использовала его возможности в полной мере. Актёр участвовал в разноплановых и разнотематических программах: в частности, в «Детектив-шоу» с Матвеем Ганапольским, в программе «В рабочий полночь» с Алексеем Кашпуром, вёл программы со Львом Гулько. Кроме того, Константин исполнял роль Петровича в радиосериале «Дом 7 подъезд 4».
Скончался 1 августа 2004 года в возрасте 43 лет. Похоронен 3 августа вместе с родителями в Москве на Введенском кладбище (2 уч.).

## Фильмография
- 1974 — Домби и сын — Робин
- 1975 — Кружилиха — Толя
- 1978 — Безбилетная пассажирка — Антон
- 1989 — А это случилось в Виши
- 1992 — Бабник-2
- 2002 — Смотрящий вниз